# Mistrzostwa Świata w Piłce Nożnej 1958
VI Mistrzostwa Świata w Piłce Nożnej w 1958 roku zostały rozegrane w Szwecji w dniach 8-29 czerwca. Po wybraniu Szwecji na gospodarza mistrzostw świata FIFA zadecydowała, że mistrzostwa świata będą się odbywały naprzemiennie w Europie i Ameryce.
Królem strzelców został Francuz Just Fontaine z 13 strzelonymi bramkami. W finale spotkały się reprezentacje Szwecji i Brazylii. Brazylia wygrała 5:2, a po 2 bramki dla Brazylii strzelili Pelé, czyli Edson Arantes de Nascimento, wówczas 18-latek i Vavá, czyli Edwaldo Izidio Neto. Był to pierwszy tytuł dla Brazylijczyków, których do zwycięstwa prowadził trener Vicente Feola, zwany „Gordo” (gruby).
W meczu o trzecie miejsce Francuzi pokonali obrońców trofeum – Niemców, a 4 gole strzelił Just Fontaine. W turnieju zadebiutowały reprezentacje Irlandii Północnej, Walii i Związku Radzieckiego.

## Kwalifikacje
W kwalifikacjach wzięło udział 55 drużyn.
Zakwalifikowane drużyny:
| Drużyna           | Grupa kwalifikacyjna | Strefa kwalifikacyjna | Liczba występów do tej pory | Najlepszy wynik                 | Ostatni występ |
| ----------------- | -------------------- | --------------------- | --------------------------- | ------------------------------- | -------------- |
| Austria           | 5                    | UEFA                  | 2                           | III miejsce (1954)              | 1954           |
| Czechosłowacja    | 4                    | UEFA                  | 3                           | II miejsce (1934)               | 1954           |
| Anglia            | 1                    | UEFA                  | 2                           | ćwierćfinał (1954)              | 1954           |
| Francja           | 2                    | UEFA                  | 4                           | ćwierćfinał (1938)              | 1954           |
| Węgry             | 3                    | UEFA                  | 3                           | II miejsce (1938, 1954)         | 1954           |
| Irlandia Północna | 8                    | UEFA                  | debiutant                   |                                 |                |
| Szkocja           | 9                    | UEFA                  | 1                           | faza grupowa (1954)             | 1954           |
| ZSRR              | 6                    | UEFA                  | debiutant                   |                                 |                |
| Szwecja           | gospodarz            | UEFA                  | 3                           | III miejsce (1950)              | 1950           |
| Walia             | 5                    | UEFA                  | debiutant                   |                                 |                |
| Niemcy            | mistrz świata 1954   | UEFA                  | 3                           | mistrzostwo (1954)              | 1954           |
| Jugosławia        | 7                    | UEFA                  | 3                           | III miejsce (1930)              | 1954           |
| Meksyk            | 2                    | CONCACAF              | 3                           | faza grupowa (1930, 1950, 1954) | 1954           |
| Argentyna         | 2                    | CONMEBOL              | 2                           | II miejsce (1930)               | 1934           |
| Brazylia          | 1                    | CONMEBOL              | 5                           | II miejsce (1950)               | 1954           |
| Paragwaj          | 3                    | CONMEBOL              | 2                           | faza grupowa (1930, 1950)       | 1950           |

## Stadiony

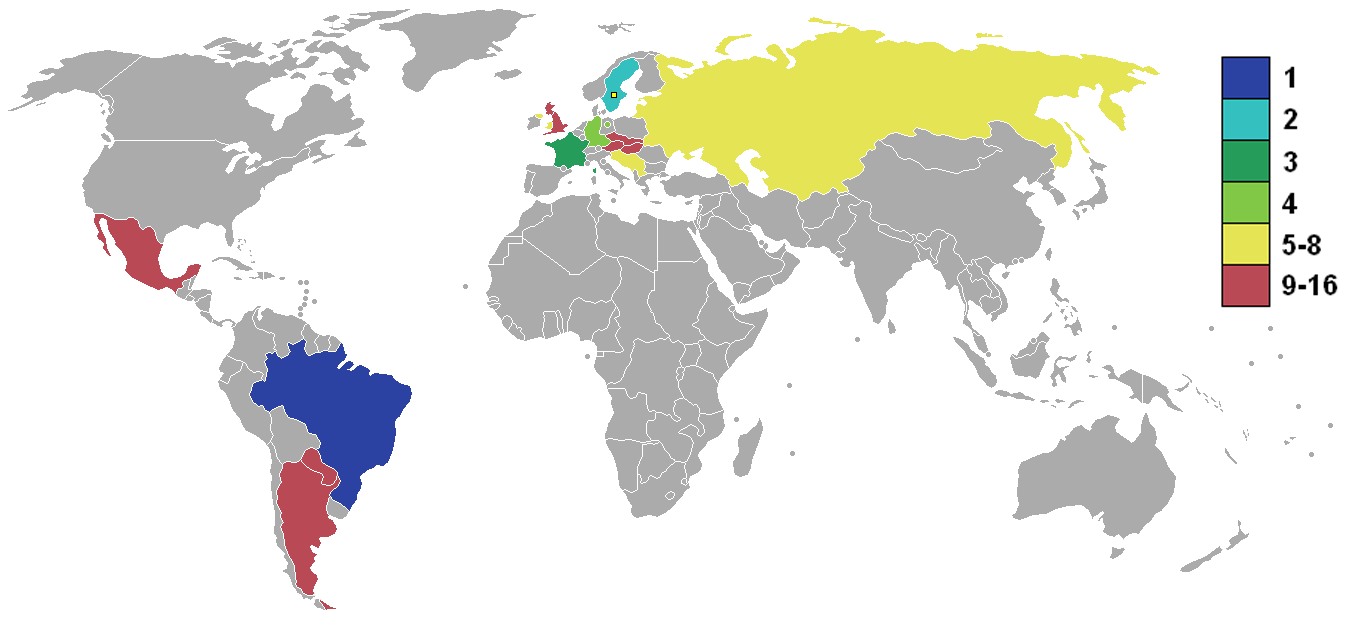
Państwa, uczestnicy mistrzostw świata w 1958 roku

- Borås, Ryavallen
- Eskilstuna, Tunavallen
- Göteborg, Ullevi
- Halmstad, Örjans Vall
- Helsingborg, Olympia
- Malmö, Malmö Stadion
- Norrköping, Idrottsparken
- Örebro, Eyravallen
- Sztokholm, Råsundastadion
- Sandviken, Jernvallen
- Uddevalla, Rimnersvallen
- Västerås, Arosvallen

## Faza grupowa
Reprezentacje narodowe, które się zakwalifikowały zostały podzielone na 4 grupy po 4 zespoły. Rozgrywali mecze każdy z każdym. Za wygraną dostawali 2 punkty, za remis 1, za przegraną 0. Jeśli drużyny z miejsc 2 i 3 miały po tyle samo punktów rozgrywały baraż o awans do ćwierćfinałów. Z ćwierćfinałów wygrane zespoły przechodziły dalej do półfinałów, przegrane odpadały. Wygrane zespoły z półfinałów wchodziły do finału, a przegrane rozgrywały mecz o 3. miejsce.

### Grupa A
| Zespół            | M | W | R | P | Br+ | Br− | Śr   | Pkt |
| ----------------- | - | - | - | - | --- | --- | ---- | --- |
| RFN               | 3 | 1 | 2 | 0 | 7   | 5   | 1,40 | 4   |
| Irlandia Północna | 3 | 1 | 1 | 1 | 4   | 5   | 0,80 | 3   |
| Czechosłowacja    | 3 | 1 | 1 | 1 | 8   | 4   | 2,00 | 3   |
| Argentyna         | 3 | 1 | 0 | 2 | 5   | 10  | 0,50 | 2   |

| 8 czerwca 1958 19:00 | RFN · Rahn 32' 79' · Seeler 40' | 3:1(2:1)raport | Argentyna · Corbatta 2' | Malmö Stadion, Malmö Widzów: 32 tys. Sędzia: Leafe (Anglia) |
|                      |                                 |                |                         |                                                             |

| 8 czerwca 1958 19:00 | Irlandia Północna · Cush 16' | 1:0(1:0)raport | Czechosłowacja | Örjans Vall, Halmstad Widzów: 26 tys. Sędzia: Seipelt (Austria) |
|                      |                              |                |                |                                                                 |

| 11 czerwca 1958 19:00 | Argentyna · Corbatta 38' (k.) · Menéndez 55' · Avio 59' | 3:1(1:1)raport | Irlandia Północna · McParland 3' | Örjans Vall, Halmstad Widzów: 14 tys. Sędzia: Ahlner (Szwecja) |
|                       |                                                         |                |                                  |                                                                |

| 11 czerwca 1958 19:00 | RFN · Schäfer 59' · Rahn 70' | 2:2(0:2)raport | Czechosłowacja · Dvořák 24' (k.) · Zikán 43' | Olympia, Helsingborg Widzów: 25 tys. Sędzia: Ellis (Anglia) |
|                       |                              |                |                                              |                                                             |

| 15 czerwca 1958 19:00 | RFN · Rahn 20' · Seeler 79' | 2:2(1:1)raport | Irlandia Północna · McParland 17' 58' | Malmö Stadion, Malmö Widzów: 35 tys. Sędzia: Campos (Portugalia) |
|                       |                             |                |                                       |                                                                  |

| 15 czerwca 1958 19:00 | Czechosłowacja · Dvořák 8' · Zikán 17' 40' · Feureisl 69' · Hovorka 82' 89' | 6:1(3:0)raport | Argentyna · Corbatta 65' (k.) | Olympia, Helsingborg Widzów: 20 tys. Sędzia: Ellis (Anglia) |
|                       |                                                                             |                |                               |                                                             |

#### Baraż o awans
| 17 czerwca 1958 19:00 | Irlandia Północna · McParland 44' 91' | 2:1 (w dogrywce)(1:1, 1:1)raport | Czechosłowacja · Zikán 19' | Malmö Stadion, Malmö Widzów: 26 tys. Sędzia: Guigue (Francja) |
|                       |                                       |                                  |                            |                                                               |

### Grupa B
| Zespół     | M | W | R | P | Br+ | Br− | Śr   | Pkt |
| ---------- | - | - | - | - | --- | --- | ---- | --- |
| Francja    | 3 | 2 | 0 | 1 | 11  | 7   | 1.57 | 4   |
| Jugosławia | 3 | 1 | 2 | 0 | 7   | 6   | 1.17 | 4   |
| Paragwaj   | 3 | 1 | 1 | 1 | 9   | 12  | 0.75 | 3   |
| Szkocja    | 3 | 0 | 1 | 2 | 4   | 6   | 0.67 | 1   |

| 8 czerwca 1958 19:00 | Francja · Fontaine 24' 30' 67' · Piantoni 52' · Wisnieski 61' · Kopa 70' · Vincent 83' | 7:3(2:2)raport | Paragwaj · Amarilla 20' 44' (pen.) · Romero 50' | Idrottsparken, Norrköping Widzów: 16,5 tys. Sędzia: Gardeazabal (Hiszpania) |
|                      |                                                                                        |                |                                                 |                                                                             |

| 8 czerwca 1958 19:00 | Jugosławia · Petaković 6' | 1:1(1:0)raport | Szkocja · Murray 49' | Arosvallen, Västerås Widzów: 9,5 tys. Sędzia: Wyssling (Szwajcaria) |
|                      |                           |                |                      |                                                                     |

| 11 czerwca 1958 19:00 | Jugosławia · Petaković 16' · Veselinović 63' 88' | 3:2(1:1)raport | Francja · Fontaine 4' 85' | Arosvallen, Västerås Widzów: 12 tys. Sędzia: Griffiths (Walia) |
|                       |                                                  |                |                           |                                                                |

| 11 czerwca 1958 19:00 | Paragwaj · Agüero 4' · Ré 45' · Parodi 73' | 3:2(2:1)raport | Szkocja · Mudie 24' · Collins 74' | Idrottsparken, Norrköping Widzów: 12 tys. Sędzia: Orlandini (Włochy) |
|                       |                                            |                |                                   |                                                                      |

| 15 czerwca 1958 19:00 | Francja · Piantoni 22' · Fontaine 44' | 2:1(2:0)raport | Szkocja · Baird 58' | Eyravallen, Örebro Widzów: 13,5 tys. Sędzia: Brozzi (Argentyna) |
|                       |                                       |                |                     |                                                                 |

| 15 czerwca 1958 19:00 | Paragwaj · Parodi 20' · Agüero 52' · Romero 80' | 3:3(1:2)raport | Jugosławia · Ognjanović 18' · Veselinović 21' · Rajkov 73' | Tunavallen, Eskilstuna Widzów: 12 tys. Sędzia: Macko (Czechosłowacja) |
|                       |                                                 |                |                                                            |                                                                       |

### Grupa C
| Zespół  | M | W | R | P | Br+ | Br− | Śr   | Pkt |
| ------- | - | - | - | - | --- | --- | ---- | --- |
| Szwecja | 3 | 2 | 1 | 0 | 5   | 1   | 5.00 | 5   |
| Walia   | 3 | 0 | 3 | 0 | 2   | 2   | 1.00 | 3   |
| Węgry   | 3 | 1 | 1 | 1 | 6   | 3   | 2.00 | 3   |
| Meksyk  | 3 | 0 | 1 | 2 | 1   | 8   | 0.13 | 1   |

| 8 czerwca 1958 14:00 | Szwecja · Simonsson 17' 64' · Liedholm 57' (k.) | 3:0(1:0)raport | Meksyk | Råsundastadion, Solna Widzów: 45 tys. Sędzia: Latyczew (ZSRR) |
|                      |                                                 |                |        |                                                               |

| 8 czerwca 1958 19:00 | Węgry · Bozsik 5' | 1:1(1:1)raport | Walia · J. Charles 27' | Jernvallen, Sandviken Widzów: 20 tys. Sędzia: Codesal (Urugwaj) |
|                      |                   |                |                        |                                                                 |

| 11 czerwca 1958 19:00 | Meksyk · Belmonte 89' | 1:1(0:1)raport | Walia · I. Allchurch 32' | Råsundastadion, Solna Widzów: 25 tys. Sędzia: Lemesic (Jugosławia) |
|                       |                       |                |                          |                                                                    |

| 12 czerwca 1958 19:00 | Szwecja · Hamrin 34' 55' | 2:1(1:0)raport | Węgry · Tichy 77' | Råsundastadion, Solna Widzów: 40 tys. Sędzia: Mowat (Szkocja) |
|                       |                          |                |                   |                                                               |

| 15 czerwca 1958 14:00 | Szwecja | 0:0(0:0)raport | Walia | Råsundastadion, Solna Widzów: 35 tys. Sędzia: Van Nuffel (Belgia) |
|                       |         |                |       |                                                                   |

| 15 czerwca 1958 19:00 | Węgry · Tichy 19' 46' · Sándor 54' · Bencsics 69' | 4:0(1:0)raport | Meksyk | Jernvallen, Sandviken Widzów: 13,3 tys. Sędzia: Eriksson (Finlandia) |
|                       |                                                   |                |        |                                                                      |

#### Baraż o awans
| 17 czerwca 1958 19:00 | Walia · I. Allchurch 55' · Medwin 76' | 2:1(0:1)raport | Węgry · Tichy 33' | Råsundastadion, Solna Widzów: 20 tys. Sędzia: Latyczew (ZSRR) |
|                       |                                       |                |                   |                                                               |

### Grupa D
| Zespół   | M | W | R | P | Br+ | Br− | Śr   | Pkt |
| -------- | - | - | - | - | --- | --- | ---- | --- |
| Brazylia | 3 | 2 | 1 | 0 | 5   | 0   |      | 5   |
| ZSRR     | 3 | 1 | 1 | 1 | 4   | 4   | 1.00 | 3   |
| Anglia   | 3 | 0 | 3 | 0 | 4   | 4   | 1.00 | 3   |
| Austria  | 3 | 0 | 1 | 2 | 2   | 7   | 0.28 | 1   |

| 8 czerwca 1958 19:00 | Brazylia · Mazola 38' 89' · Nílton Santos 49' | 3:0(1:0)raport | Austria | Rimnersvallen, Uddevalla Widzów: 25 tys. Sędzia: Guigue (Francja) |
|                      |                                               |                |         |                                                                   |

| 8 czerwca 1958 19:00 | ZSRR · Simonian 13' · A. Iwanow 55' | 2:2(1:0)raport | Anglia · Kevan 66' · Finney 85' (k.) | Ullevi, Göteborg Widzów: 45 tys. Sędzia: Zsolt (Węgry) |
|                      |                                     |                |                                      |                                                        |

| 11 czerwca 1958 19:00 | Brazylia | 0:0(0:0)raport | Anglia | Ullevi, Göteborg Widzów: 30 tys. Sędzia: Dusch (RFN) |
|                       |          |                |        |                                                      |

| 11 czerwca 1958 19:00 | ZSRR · Iljin 15' · W. Iwanow 62' | 2:0(1:0)raport | Austria | Ryavallen, Borås Widzów: 22 tys. Sędzia: Jorgensen (Dania) |
|                       |                                  |                |         |                                                            |

| 15 czerwca 1958 19:00 | Anglia · Haynes 56' · Kevan 73' | 2:2(0:1)raport | Austria · Koller 16' · Körner 70' | Ryavallen, Borås Widzów: 16,8 tys. Sędzia: Bronkhorst (Holandia) |
|                       |                                 |                |                                   |                                                                  |

| 15 czerwca 1958 19:00 | Brazylia · Vavá 2' 65' | 2:0(1:0)raport | ZSRR | Ullevi, Göteborg Widzów: 50 tys. Sędzia: Guigue (Francja) |
|                       |                        |                |      |                                                           |

#### Baraż o awans
| 17 czerwca 1958 19:00 | ZSRR · Iljin 68' | 1:0(0:0)raport | Anglia | Ullevi, Göteborg Widzów: 23 180 Sędzia: Dusch (RFN) |
|                       |                  |                |        |                                                     |

## Faza pucharowa
|  |                         |                   |                    |                       |   |           |                    |                       |                       |                       |                   |       |       |
|  | Ćwierćfinały            | Ćwierćfinały      | Ćwierćfinały       |                       |   | Półfinały | Półfinały          | Półfinały             |                       |                       | Finał             | Finał | Finał |
|  | Ćwierćfinały            | Ćwierćfinały      | Ćwierćfinały       |                       |   | Półfinały | Półfinały          | Półfinały             |                       |                       | Finał             | Finał | Finał |
|  | 19 czerwca – Malmö      |                   |                    |                       |   |           |                    |                       |                       |                       |                   |       |       |
|  |                         |                   |                    |                       |   |           |                    |                       |                       |                       |                   |       |       |
|  | RFN                     | RFN               | 1                  |                       |   |           |                    |                       |                       |                       |                   |       |       |
|  | RFN                     | RFN               | 1                  | 24 czerwca – Göteborg |   |           |                    |                       |                       |                       |                   |       |       |
|  | Jugosławia              | Jugosławia        | 0                  |                       |   |           |                    |                       |                       |                       |                   |       |       |
|  | Jugosławia              | Jugosławia        | 0                  |                       |   | RFN       | RFN                | 1                     |                       |                       |                   |       |       |
|  | 19 czerwca – Solna      |                   |                    |                       |   | RFN       | RFN                | 1                     |                       |                       |                   |       |       |
|  |                         |                   | Szwecja            | Szwecja               | 3 |           |                    |                       |                       |                       |                   |       |       |
|  | Szwecja                 | Szwecja           | Szwecja            | Szwecja               | 3 | 2         |                    |                       |                       |                       |                   |       |       |
|  | Szwecja                 | Szwecja           |                    |                       |   | 2         | 29 czerwca – Solna |                       |                       |                       |                   |       |       |
|  | ZSRR                    | ZSRR              | 0                  |                       |   |           |                    |                       |                       |                       |                   |       |       |
|  | ZSRR                    | ZSRR              | 0                  |                       |   | Szwecja   | Szwecja            | 2                     |                       |                       |                   |       |       |
|  | 19 czerwca – Norrköping |                   |                    |                       |   | Szwecja   | Szwecja            | 2                     |                       |                       |                   |       |       |
|  |                         |                   | Brazylia           | Brazylia              | 5 |           |                    |                       |                       |                       |                   |       |       |
|  | Francja                 | Francja           | Brazylia           | Brazylia              | 5 | 4         |                    |                       |                       |                       |                   |       |       |
|  | Francja                 | Francja           | 24 czerwca – Solna |                       |   | 4         |                    |                       |                       |                       |                   |       |       |
|  | Irlandia Północna       | Irlandia Północna | 0                  |                       |   |           |                    |                       |                       |                       |                   |       |       |
|  | Irlandia Północna       | Irlandia Północna | 0                  |                       |   | Francja   | Francja            | 2                     | Mecz o 3. miejsce     | Mecz o 3. miejsce     | Mecz o 3. miejsce |       |       |
|  | 19 czerwca – Göteborg   |                   |                    |                       |   | Francja   | Francja            | 2                     | Mecz o 3. miejsce     | Mecz o 3. miejsce     | Mecz o 3. miejsce |       |       |
|  |                         |                   | Brazylia           | Brazylia              | 5 |           |                    | 28 czerwca – Göteborg | 28 czerwca – Göteborg | 28 czerwca – Göteborg |                   |       |       |
|  | Brazylia                | Brazylia          | Brazylia           | Brazylia              | 5 | 1         |                    | 28 czerwca – Göteborg | 28 czerwca – Göteborg | 28 czerwca – Göteborg |                   |       |       |
|  | Brazylia                | Brazylia          |                    |                       |   |           |                    | RFN                   | RFN                   | 3                     |                   |       |       |
|  | Walia                   | Walia             | 0                  |                       |   |           |                    |                       | RFN                   | 3                     |                   |       |       |
|  | Walia                   | Walia             | 0                  |                       |   |           |                    | Francja               | Francja               | 6                     |                   |       |       |
|  |                         |                   |                    |                       |   |           |                    |                       | Francja               | 6                     |                   |       |       |

### Ćwierćfinały
| 19 czerwca 1958 19:00 | Francja · Wisnieski 22' · Fontaine 55' 63' · Piantoni 68' | 4:0(1:0)raport | Irlandia Północna | Idrottsparken, Norrköping Widzów: 12 tys. Sędzia: Gardeazabal (Hiszpania) |
|                       |                                                           |                |                   |                                                                           |

| 19 czerwca 1958 19:00 | Szwecja · Hamrin 49' · Simonsson 88' | 2:0(0:0)raport | ZSRR | Råsundastadion, Solna Widzów: 45 tys. Sędzia: Leafe (Anglia) |
|                       |                                      |                |      |                                                              |

| 19 czerwca 1958 19:00 | Brazylia · Pelé 66' | 1:0(0:0)raport | Walia | Ullevi, Göteborg Widzów: 25 tys. Sędzia: Seipelt (Austria) |
|                       |                     |                |       |                                                            |

| 19 czerwca 1958 19:00 | RFN · Rahn 12' | 1:0(1:0)raport | Jugosławia | Malmö Stadion, Malmö Widzów: 20 tys. Sędzia: Wyssling (Szwajcaria) |
|                       |                |                |            |                                                                    |

### Półfinały
| 24 czerwca 1958 19:00 | Francja · Fontaine 9' · Piantoni 83' | 2:5(1:2)raport | Brazylia · Vavá 2' · Didi 39' · Pelé 52' 64' 75' | Råsundastadion, Solna Widzów: 27 tys. Sędzia: Griffiths (Walia) |
|                       |                                      |                |                                                  |                                                                 |

| 24 czerwca 1958 19:00 | RFN · Schäfer 24' | 1:3(1:1)raport | Szwecja · Skoglund 32' · Gren 81' · Hamrin 88' | Ullevi, Göteborg Widzów: 50 tys. Sędzia: Zsolt (Węgry) |
|                       |                   |                |                                                |                                                        |

### Mecz o trzecie miejsce
| 28 czerwca 1958 17:00 | RFN · Cieslarczyk 18' · Rahn 52' · Schäfer 84' | 3:6(1:3)raport | Francja · Fontaine 16' 36' 78' 89' · Kopa 27' (k.) · Douis 50' | Ullevi, Göteborg Widzów: 25 tys. Sędzia: Brozzi (Argentyna) |
|                       |                                                |                |                                                                |                                                             |

Francja Abbes – Kaelbel, Lerond, Penverne, Lafont, Marcel, Wisnieski, Fontaine, Kopa, Douis, Vincent

RFN Kwiatkowski – Stollenwerk, Schnellinger, Wewers, Erhardt, Szymaniak, Rahn, Sturm, Kelbassa, Cieslarczyk, Schäfer

### Finał
| 29 czerwca 1958 15:00 | Szwecja · Liedholm 4' · Simonsson 80' | 2:5(1:2)raport | Brazylia · Vavá 9' 32' · Pelé 55' 90' · Zagallo 68' | Råsundastadion, Solna Widzów: 51,8 tys. Sędzia: Guigue (Francja) |
|                       |                                       |                |                                                     |                                                                  |

Brazylia Gilmar – D.Santos, N.Santos, Zito, Bellini, Orlando, Garrincha, Didi, Vava, Pelé, Zagallo

Szwecja Svensson – Bergmark, Axbom, Börjesson, Gustavsson, Parling, Hamrin, Gren, Simonsson, Liedholm, Skoglund

## Klasyfikacja strzelców turnieju
13 goli
- Just Fontaine

6 goli
- Pelé
- Helmut Rahn

5 goli
- Vavá
- Peter McParland

4 gole
- Zdeněk Zikán
- Lajos Tichy
- Kurt Hamrin
- Agne Simonsson

3 gole
- Omar Oreste Corbatta
- Raymond Kopa
- Roger Piantoni
- Hans Schäfer
- Todor Veselinović

2 gole
- Mazola
- Milan Dvořák
- Václav Hovorka
- Derek Kevan
- Maryan Wisniewski
- Uwe Seeler
- Juan Agüero
- Florencio Amarilla
- José Parodi
- Jorge Lino Romero
- Anatolij Iljin
- Nils Liedholm
- Ivor Allchurch
- Aleksandar Petaković

1 gol
- Ludovico Avio
- Norberto Menéndez
- Karl Koller
- Alfred Körner
- Didi
- Nílton Santos
- Mário Zagallo
- Jiří Feureisl
- Tom Finney
- Johnny Haynes
- Yvon Douis
- Jean Vincent
- Hans Cieslarczyk
- József Bencsics
- József Bozsik
- Károly Sándor
- Jaime Belmonte
- Wilbur Cush
- Cayetano Ré
- Sammy Baird
- Bobby Collins
- Jackie Mudie
- Jimmy Murray
- Aleksander Iwanow
- Walentin Iwanow
- Nikita Simonian
- Gunnar Gren
- Lennart Skoglund
- John Charles
- Terry Medwin
- Radivoje Ognjanović
- Zdravko Rajkov